# Twenty20 Big Bash
Pour les articles homonymes, voir Bash.
Le KFC Twenty20 Big Bash est une compétition nationale australienne de cricket, disputée au format Twenty20. Fondée en 2005, elle oppose les équipes représentatives des six états australiens. Sponsorisée par KFC durant les six saisons de son existence, elle est organisée pour la dernière fois en 2010-2011. Lui succède la Big Bash League, qui voit s'affronter des franchises.
Les Victorian Bushrangers de Victoria remportent quatre fois le trophée, dont les trois premières éditions. Les New South Wales Blues de Nouvelle-Galles du Sud et les Southern Redbacks d'Australie-Méridionale figurent chacun une fois à son palmarès.

## Format
Un championnat unique regroupe les six équipes. Chacune d'entre elles joue deux matchs à domicile et deux matchs à l'extérieur, et ne rencontre donc que quatre des cinq autres équipes engagées.
À l'issue de cette phase, le titre est attribué au vainqueur d'une finale jouée en une seule manche.

## Palmarès
| Saison    | Vainqueur              | Finaliste              |
| --------- | ---------------------- | ---------------------- |
| 2005-2006 | Victoria (1)           | Nouvelle-Galles du Sud |
| 2006-2007 | Victoria (2)           | Tasmanie               |
| 2007-2008 | Victoria (3)           | Australie-Occidentale  |
| 2008-2009 | Nouvelle-Galles du Sud | Victoria               |
| 2009-2010 | Victoria (4)           | Australie-Méridionale  |
| 2010-2011 | Australie-Méridionale  | Nouvelle-Galles du Sud |